# Lago Ganga Talao
Lago Ganga Talao o Grand Bassin es un lago de cráter situado en una zona aislada de montaña en el distrito de Savanne, en el corazón de Mauricio. Se trata de un lago a 550 metros sobre el nivel del mar.
Es considerado el lugar hindú más sagrado en Mauricio
Hay un templo dedicado a Shiva y otros dioses hindúes como Hanuman, Lakshmi, a lo largo del Grand Bassin.